# إيما بيترز
إيما بيترز (بالسويدية: Emma Peters) هي ممثلة سويدية، ولدت في 10 فبراير 1978 في تيبي ‏ في السويد.

## وصلات خارجية
- إيما بيترز على موقع IMDb (الإنجليزية)
- إيما بيترز على موقع قاعدة بيانات الفيلم (الإنجليزية)